# Зайфен (Вестервальд)
Зайфен (нем. Seifen) — община в Германии, в земле Рейнланд-Пфальц.
Входит в состав района Альтенкирхен-Вестервальд. Подчиняется управлению Фламмерсфельд. Население составляет 151 человек (на 31 декабря 2010 года). Занимает площадь 2,95 км².